# Erianthemum
Erianthemum é um género botânico pertencente à família Loranthaceae.